# Муляр, Александр Борисович
Александр (Ши́ко) Борисович Муляр (рум. Şico (Alexandru) Mulear; 18 мая 1922, Саврань, Балтский уезд, Одесская губерния — 17 июня 1994, Кишинёв) — молдавский советский композитор и педагог.

## Биография
Шико Борисович Муляр родился в местечке Саврань Балтского уезда Одесской губернии. Его отец, Буця Шикович Муляр, был маляром и играл на скрипке в тарафе Георгия Мурги (1876—1941). Окончил еврейскую среднюю школу в Тирасполе и музыкальную школу там же по классу Г. И. Гершфельда, в 1940 году поступил в Кишинёвскую консерваторию в класс композиции Ш. Няги. В том же году дебютировал «Дуэтами на молдавские народные темы» для двух скрипок. В годы немецко-румынской оккупации во время войны был заключён с семьёй в гетто Транснистрии, где переболел тифом. Впоследствии бежал из гетто, переплыв через Буг.
После освобождения Украины в 1944 году работал скрипачом в оркестре Одесского театра оперы и балета, преподавателем игры на скрипке в тираспольской музыкальной школе (1945—1948), затем продолжил занятия музыкой и в 1955 году окончил Кишинёвскую консерваторию по классу композиции Л. С. Гурова и С. М. Лобеля. В 1955—1970 годах преподавал в базовой Кишинёвской музыкальной школе-семилетке.
Жена — пианистка и концертмейстер Века Каплун; дети — пианисты Элеонора Муляр и Илья Муляр.

## Творчество
Среди сочинений Александра Муляра — первый молдавский балет для детей «Фэт-Фрумос» (1959, либретто А. Смолиной), симфонические поэмы «Гайдуки» (1955) и «Татарбунары» (1974), «Праздничная увертюра» (1966); «Балетная сюита» (1954) для малого симфонического оркестра, сюиты «Гимн Октябрю» (1962) и «Партия — солнце моё» (1964, обе на слова А. М. Гужеля) для солиста, хора и симфонического оркестра, хореографическая композиция «К свету» (1970); «Ода Ленину» (на слова В. Рошки, 1961) для голоса в сопровождении симфонического оркестра, «Рапсодия на молдавские темы» для оркестра молдавских народных инструментов (1953); «Квартет» (1952) и две сюиты (1973) для 2-х скрипок, альта и виолончели; «Рондо» (1950), «Двенадцать пьес» (1961), Шесть концертных миниатюр (1966) и цикл «Эхо кодр» (1970) для скрипки и фортепиано; «Юмореска» (1954), «Сонатина» (1960), «Двенадцать пьес» (1965), «Шесть пьес» (1968) и «Соната» (1976) для фортепиано; «Концерт для кларнета и оркестра»; более 30 хоров (среди которых поэма «Суб стягул Пэчий — Под знаменем мира» на слова В. Рошки, 1952, и «Поэма о партии Ленина» на слова Г. Димитриу, 1970). Писал также музыку для эстрадных оркестров («Рапсодия», 1965) и к драматическим спектаклям, песни и романсы на слова Е. Бауха, Е. Букова, Е. Кримермана, Ф. Пономаря, В. Рошки, Г. Виеру (цикл песен), «Марш борцов за мир» на стихи А. Лукьянова.
Автор музыки к картине «Фэт-Фрумос» (1960), снятой на основе его балета. Песня «Мэй, скрипкаре, мэй, кобзаре» на стихи Леонида Корняну (1951) широко исполнялась молдавскими народными оркестрами. Писал стихи и прозу на идише (переводы осуществил М. Г. Хазин, впервые опубликованы посмертно в кишинёвской газете «Истоки»).

## Нотные издания
- Балет Фэт-Фрумос. Кишинёв: Картя молдовеняскэ, 1964.
- Шесть миниатюр для скрипки и фортепиано. М.: Советский композитор, 1970.
- Идёт снег (А. Ранга и А. Муляр; слова Л. Деляну). В сборнике «Детские песни Молдавии»: пение в сопровождении фортепиано. М.: Музыка, 1977.
- Праздничная увертюра: для симфонического оркестра. М.: Музыка, 1978.
- Соната (комп. А. Б. Муляр). Соната № 2: Для фп. (В. Б. Довгань). М.: Советский композитор, 1983.
- Четыре пьесы // Пьесы советских композиторов. М.: Советский композитор, 1986.

## Грампластинки
- Торжественная увертюра: Си бемоль мажор / А. Муляр. Шесть молдавских мелодий / М. Копытман. Четыре пьесы на гагаузские темы / Г. Ешанов и И. Шварцман; исполняет симфонический оркестр Молдавской филармонии, дирижёр Т. Гуртовой. Долгоиграющая грампластинка (33Д 21819—20). Москва: Мелодия, 1968.